# Ала-Уд-Дин Халџи
Ала-Уд-Дин Халџи (арап. علاء الدین الخلجی; 1266-1316) је делхијски султан.
Истиче се војним успесима. Спречио је шест монголских инвазија на Индију. Брзо је проширио муслиманску доминацију над скоро читавом Индијом. С њим почиње освајачки период Делхијског султаната. На новцу султаната називао се „Дpугим Александром“. Да би ојачао централну власт, предузео је драстичне мере против племства, па је чак покушао да укине и њихову приватну својину у корист државе. Одржавао је јаку стајаћу најамничку војску. Алаудин је најпознатији владар Делхијског султаната, због велике територијалне експанзије, економских, правних и социјалних реформи које је донео, и бројних архитектонских здања која су подигнута за време његове владавине. Алаудин је високо котиран државник и војсковођа у историји Ислама.